# Katriel Hidalgo
Jonathan Katriel Hidalgo Serrano (La Paz, Bolivia, 15 de septiembre de 1995), conocido como Katriel Hidalgo, es un actor, director y dramaturgo boliviano destacado en las artes escénicas. Su carrera abarca tanto el teatro como el cine, y ha colaborado en diversos proyectos de teatro virtual.

## Biografía
Hijo del actor boliviano Jorge Hidalgo, creció en un entorno artístico que influyó significativamente en su desarrollo profesional desde una edad temprana.
Presenta un fuerte interés en la dramaturgia experimental y en el uso de tecnologías en sus producciones, destacándose por integrar avances del teatro digital, especialmente durante la pandemia de COVID-19. A lo largo de su carrera, ha colaborado con diversas compañías de teatro, tanto en Bolivia como en el extranjero. Es representante de Hidalgo Compañía Escénica, desde donde ha dirigido y producido varias obras teatrales.
A los 20 años, fue seleccionado para el programa Berlinale Talents Buenos Aires convirtiéndose en el primer actor boliviano en formar parte de esta iniciativa internacional que busca descubrir talentos emergentes en la industria cinematográfica. Esta oportunidad le permitió asistir a talleres y establecer conexiones con profesionales del cine a nivel mundial.
En el 2023, dirigió una versión libre del clásico de Eurípides, Las bacantes (Las Bakantes), presentada en el Festival Internacional de Teatro de Santa Cruz (FITCRUZ) y aclamada por su reinterpretación contemporánea. Su dirección mostró un profundo respeto por el texto original, a la vez que introdujo elementos modernos que resonaron con el público actual.
Ese mismo año, también participó en el Festival de Música Misional y Teatro en Chiquitos con la obra Zipoli.

## Proyectos virtuales
Durante la pandemia de COVID-19, fue parte de un esfuerzo colectivo para mantener vivas las artes escénicas a través de medios digitales. En este contexto, se involucró en proyectos como Fonoteatro, que nació como una respuesta a las limitaciones impuestas por el confinamiento, permitiendo a los espectadores disfrutar de piezas teatrales desde casa.
Este proyecto incluía la participación de actores y dramaturgos bolivianos y extranjeros, quienes exploraron el teatro virtual como una nueva forma de contar historias en tiempos de distanciamiento social.

### Fonoteatro
Uno de los proyectos en los que participó fue Fonoteatro, una iniciativa que surgió para crear experiencias escénicas a través del formato de teatro virtual. Fonoteatro presentó lecturas dramatizadas que se transmitieron en plataformas virtuales, permitiendo al público disfrutar de obras teatrales desde sus hogares. Esta propuesta buscaba no solo ofrecer entretenimiento durante la cuarentena, sino también fomentar la interacción de los actores y creadores con su audiencia de manera remota.
Este proyecto involucró a un equipo de dramaturgos, actores y técnicos que trabajaron en conjunto para recrear el teatro a través de imágenes sonoras. Fonoteatro fue bien recibido tanto a nivel nacional como internacional, destacándose por su enfoque innovador en un momento en que la mayoría de las producciones escénicas se suspendieron.

### Teatro Express
Fue una propuesta digital que fomentaba la dramaturgia contemporánea a través de obras cortas transmitidas por internet. Teatro Express promovió la creación de nuevas piezas escritas y dirigidas específicamente para el medio digital, ofreciendo tanto a artistas como al público una plataforma para seguir conectados con el arte teatral desde el confinamiento. La producción de Katriel para este ciclo de presentaciones fue Prozak, una obra que exploraba la salud mental y la ansiedad en tiempos de aislamiento.

### Festival Virtual de Teatro Hispano en Miami
En el Festival Virtual de Teatro Hispano (Teatro On Screen Fest) de Miami se presentaron diversas obras en formato digital. Este festival reunió a artistas de habla hispana de diferentes partes del mundo, y permitió que se presentaran piezas teatrales completamente en línea, accesibles para una audiencia global. En este festival, la obra Le Suicides fue uno de los proyectos presentados por la compañía Fonoteatro de Bolivia. Esta obra, exploraba los desafíos del teatro virtual en tiempos de pandemia. En la trama, dos actrices, con puntos de vista opuestos, intentaban adaptar una obra al formato digital, desafiando sus prejuicios sobre el valor del teatro en línea.

## Filmografía y obras

### Teatro
| Año         | Título                                       | Papel            | Actor | Dramaturgo | Director |
| ----------- | -------------------------------------------- | ---------------- | ----- | ---------- | -------- |
| 2002        | Esta boca es mía                             | Chapulin pequeño | ✓     |            |          |
| 2011 - 2012 | Tupac Catari                                 | Soldado          | ✓     |            |          |
| 2013        | Ajayu                                        | Hijo             | ✓     |            |          |
| 2013        | In the Hights                                | Sonny            | ✓     |            |          |
| 2014        | El Rey León                                  | Timón            | ✓     |            |          |
| 2016        | Bar Manolo                                   | Manolo           | ✓     |            |          |
| 2017        | Entonces Alicia Cayó                         | Martín           | ✓     |            |          |
| 2016 - 2019 | Algún día                                    | Él               | ✓     | ✓          |          |
| 2017 - 2019 | Soliloquio para dos voces                    | Varios           | ✓     | ✓          | ✓        |
| 2017        | Romeo y Julieta                              | Benvolio         | ✓     |            |          |
| 2016 - 2018 | Cats                                         | Rum tum tugger   | ✓     |            |          |
| 2018        | Casi Normales                                | Henry            | ✓     |            |          |
| 2018        | El club de las malcogidas                    | Alvaro           | ✓     |            |          |
| 2020        | Fonoteatro                                   | Varios           | ✓     |            | ✓        |
| 2020        | 0615                                         | El Chico         | ✓     |            |          |
| 2020        | Les Suicides                                 | Director         | ✓     | ✓          | ✓        |
| 2020        | Pro-Zac                                      | Pro-Zack         | ✓     |            | ✓        |
| 2020        | Hasta Mañana Compañero                       | Lucas            | ✓     |            |          |
| 2020        | Leyes                                        |                  |       | ✓          | ✓        |
| 2021        | Tras La Cruz de la Sierra                    |                  |       | ✓          |          |
| 2021        | Combate de perro y negro                     | Cal              | ✓     |            |          |
| 2021 - 2023 | Bannan                                       | Bannan           | ✓     | ✓          | ✓        |
| 2022        | And her look was Actor                       | Hijo             | ✓     |            |          |
| 2022        | Al otro lado del color                       |                  |       | ✓          |          |
| 2022        | El Retablillo de Don Cristóbal               | Poeta Musico     | ✓     |            |          |
| 2022 - 2023 | Las Bakantes                                 | Mensajero        | ✓     |            | ✓        |
| 2021 - 2023 | Música Visual                                |                  |       | ✓          | ✓        |
| 2023        | Banderas                                     | Chofer           | ✓     |            |          |
| 2023 - 2024 | Bloqueadores de relleno                      | Julio            | ✓     |            |          |
| 2023        | Pepe y Nina contra el virus bullying         | Pepe             | ✓     | ✓          | ✓        |
| 2023        | Play HAMLET                                  |                  |       | ✓          | ✓        |
| 2023        | La niña del rayo                             |                  |       |            | ✓        |
| 2023        | El día que Stradivarius se volvió chiquitano | Aprendiz - Juan  | ✓     |            |          |
| 2023        | Zipolli                                      | Zipolli          | ✓     | ✓          |          |
| 2023        | Navilandia                                   | Papa Noel        | ✓     |            | ✓        |
| 2024        | Pepe y Nina en un cuento elemental           | Pepe - Sabio     | ✓     | ✓          | ✓        |
| 2024        | Pepe y Nina en adultos responsables          | Pepe - Profesor  | ✓     | ✓          | ✓        |
| 2024        | La venganza de Garfio                        | Pirata - Bombin  | ✓     |            |          |

### Televisión
| Año         | Título               | Personaje | Nota                 |
| ----------- | -------------------- | --------- | -------------------- |
| 2013        | Levántate y pelea    | Joel      | Miniserie            |
| 2015        | Picante surtido      | Robert    | Serie                |
| 2016        | Hombres              | Martín    | Serie                |
| 2017        | La entrega           | Kevin     | Serie                |
| 2017        | Pica                 | Él mismo  | Programa educativo   |
| 2017 - 2018 | Bolivia extrema      | Kato      | Miniserie documental |
| 2018        | Impuestos Nacionales | Felipe    | Miniserie            |
| 2020        | Estación Amachuma    | Guía      | Paseo Virtual        |
| 2019 - 2022 | Okupa Banzai         | Itchi     | Serie Web            |

### Cortometrajes
| Año  | Título                    | Personaje         | Producción                             |
| ---- | ------------------------- | ----------------- | -------------------------------------- |
| 2002 | Lesmaniasis               | Niño enfermo      |                                        |
| 2007 | Psiquis                   | Niño Poseso       | Escuela de Cine de Nueva York          |
| 2010 | La chica de la ventana    | Adolescente       | Premio ECA                             |
| 2016 | Reneco, Fabio y el Gacela | Reneco            | Festivales Sudamericanos               |
| 2016 | Amor sagrado              | Joven indio       | Ch’ila Jatun - Mejor Videoclip FENAVID |
| 2017 | Secuencia                 | Roberto           | Universidad Real - OráculoFilms        |
| 2018 | Qué quiero ser...         | Bernardo          | Escuela Andina de Cine UKAMAU          |
| 2018 | Exxxprime y aprieta       | Sado              | Equipo Seleccionado 48 días            |
| 2019 | Cómprame                  | Ekeko             | IFAECA                                 |
| 2020 | Sonnet 110                |                   | Global Shakespeare’s Sonnets           |
| 2020 | Mejor la muerte           | Soldado Boliviano | Selección Oficial FENAVID              |
| 2020 | El monólogo de la mosca   | Asesino           | Taller de Actuación ECA                |

### Cine
| Año  | Título                   | Personaje               | Dirección                       | País                         |
| ---- | ------------------------ | ----------------------- | ------------------------------- | ---------------------------- |
| 2010 | Cruces                   | Luis Niño               | Jorge Viricochea - Jhon Cornejo | Bolivia                      |
| 2012 | Carga sellada            | Joven Campesino         | Julia Vargas                    | Bolivia - México - Venezuela |
| 2015 | Adán y Eva Newton        | Gabriel                 | Nicolas Drewsky                 | Bolivia - Francia            |
| 2016 | Psico urbano             | Henry Niño - Fetichista | Daniel Suárez                   | Bolivia                      |
| 2016 | Averno                   | Pandillero              | Marcos Loayza                   | Bolivia - Uruguay            |
| 2016 | Z-2040                   | Cebra Futurista         | Fernando Vargas                 | Bolivia                      |
| 2017 | 'Las Malcogidas          | Amigo de Honorio        | Dennise Arancibia               | Bolivia                      |
| 2018 | Los nombre de las flores | Policía                 | Bahman Tavoosi                  | Bolivia - Irán               |